# Emiliano Díez
Emiliano Díez (26 de agosto de 1953) es un actor de cine y televisión cubano, más conocido por su papel de Vic Palmero en la comedia de situación George Lopez, así como su papel como Manny Beltrán en la comedia de Los Beltrán.

## Primeros años
Díez comenzó su carrera como un actor en 1976 en el teatro y la televisión. En 1980 cuando tenía 26 anos emigró a Miami, Florida, para extender su carrera haciendo numerosas obras populares como Blithe Spirit, La Cage Aux Folles, Rose Tattoo y muchos otros.

## Carrera
Díez también apareció en comerciales de radio y televisión, así como las telenovelas El Magnate, Marielena, Guadalupe y durante dos temporadas fue arrojado por el papel protagónico que juega Manny Beltrán en la premiada comedia, Los Beltrán.
Más tarde Díez comenzó a hacer películas estadounidenses y televisión. Fue estrella invitada en Everybody Loves Raymond, Yes, Dear, MD, Manhattan, AZ, y Los hermanos Mamita. También apareció en SeaQuest DSV, Fortune Hunter, Sins of the City, Nostromo, y coprotagonizó en George López como el Dr. Víctor Palmero. Sus créditos cinematográficos incluyen Terror repentino: El secuestro del autobús escolar # 20, Agua, Lodo y fábricas, The Last Straw y Café y cerveza.